# Matías Grandis
Matías Alberto Grandis González (Córdoba Capital, Provincia de Córdoba, Argentina, 15 de septiembre de 1989) es un futbolista argentino. Juega como mediocampista y su primer equipo fue Atlanta. Actualmente milita en Casalbordino de la Eccellenza italiana.

## Trayectoria
Desde muy pequeño se inició en el Club Atlético Vélez Sarfield de Oliva (Córdoba), en el cual hizo todas las divisiones inferiores. Luego de unos años se fue al Club Atlético Lanús, donde hizo las inferiores de AFA. Por medio de un convenio, llegó al Atlanta de Villa Crespo, disputando la Primera B Metropolitana. Luego tuvo un corto paso de medio año en Gimnasia y Esgrima de Jujuy. En 2011, y luego de su fichaje por Naval, comenzó a hacer carrera en Chile. En el equipo "chorero" se convirtió en figura y disputó la Liguilla de Promoción, pero no pudieron superar al elenco de la Primera División Santiago Wanderers, por lo que Naval se mantuvo en segunda división. En 2013 firmó por Curicó Unido, con el cual nuevamente disputó la promoción, esta vez ante Cobresal, pero otra vez no logró el objetivo del ascenso. El segundo semestre del año vistió la camiseta de Unión La Calera, y después volvió tanto a Naval como a Curicó Unido. Regresó a su país para jugar el Torneo Federal A 2016-17 con la camiseta de Chaco For Ever, y en la siguiente temporada fichó por San Marcos de Arica de la Primera B chilena, disputando el Transición 2017, y perdiendo la semifinal de la Promoción ante Unión La Calera.

## Clubes
| Club                             | País      | Año       |
| -------------------------------- | --------- | --------- |
| Atlanta                          | Argentina | 2009-2010 |
| Gimnasia y Esgrima de Jujuy      | Argentina | 2010      |
| Naval de Talcahuano              | Chile     | 2011-2012 |
| Curicó Unido                     | Chile     | 2013      |
| Unión La Calera                  | Chile     | 2013      |
| Naval de Talcahuano              | Chile     | 2014      |
| Curicó Unido                     | Chile     | 2014-2015 |
| Deportes Copiapó                 | Chile     | 2015-2016 |
| Chaco For Ever                   | Argentina | 2016-2017 |
| San Marcos de Arica              | Chile     | 2017      |
| Chaco For Ever                   | Argentina | 2018      |
| Francavilla                      | Italia    | 2018-2020 |
| Antonio Toma Maglie              | Italia    | 2020-2021 |
| Deportes Copiapó                 | Chile     | 2021      |
| Casalbordino                     | Italia    | 2022      |
| Club Atlético Union de Sunchales | Argentina | 2023-Act. |